# François Pehoua
François Pehoua, né le 20 août 1936 et mort le 26 août 2000, est un dirigeant centrafricain de basket-ball.

## Carrière
François Pehoua, surnommé Boston, fonde la Fédération centrafricaine de basket-ball en 1961, puis le Hit Trésor Sporting Club en 1962. Membre du bureau central de l'Association des fédérations africaines de basket-ball (AFABA) de 1965 à 1968, il en devient le vice-président de 1968 à 1989, puis le président de 1989 à 1993,.

## Famille
Il est le père du joueur international de basket-ball Eugène Pehoua-Pelema.